# Сотир Димитров
Сотир Димитров е български бизнесмен и благодетел.

## Биография
Сотир Димитров е роден в 1864 година в неврокопското село Долно Броди, тогава в Османската империя. Емигрира в Съединените щати и там печели около 600 000 лева. Връща се в България, установява се в гара Сливница, построява къща и до нея маслобойна за нерафинирано олио.
Преди смъртта си завещава къщата си на сливнишката община за квартално училище на гарата.
Училището в Сливница носи името му.